# روبرت بينيت بين
روبرت بينيت بين (بالإنجليزية: Robert Bennett Bean)‏ هو عالم تشريح أمريكي، ولد في 1874، وتوفي في 1944.